# Cyanicaudata annulicornea
Cyanicaudata annulicornea är en insektsart som beskrevs av Yin, X.-c. 1979. Cyanicaudata annulicornea ingår i släktet Cyanicaudata och familjen gräshoppor. Inga underarter finns listade i Catalogue of Life.